# Irina Kazakova
Irina Kazakova (russisch Ирина Казакова, Irina Kasakowa, zeitweise Kazakova-Gras; * 11. Oktober 1968 in Leningrad) ist eine ehemalige französische Marathonläuferin russischer Herkunft.
Ihren ersten Marathon lief sie 1987 und wurde dabei sowjetische Juniorenmeisterin in 2:41 h.
1992 wurde sie Vierte beim Paris-Marathon und ließ sich danach in Frankreich nieder. Bereits im darauffolgenden Jahr startete sie für ihre neue Heimat bei den Halbmarathon-Weltmeisterschaften in Brüssel und kam dort auf den 41. Platz.
1996 gewann sie das Rennen Marseille – Cassis und wurde Dritte beim Saint-Denis-Halbmarathon. Im Jahr siegte sie beim Venedig-Marathon und wurde Zweite beim Monaco-Marathon. 1998 wurde sie Sechste beim Boston-Marathon, gewann den Vienna City Marathon sowie den Jungfrau-Marathon und wurde Dritte in Monaco. 1999 siegte sie beim Lausanne-Marathon und wurde erneut Dritte in Monaco. Einem neunten Platz beim Rom-Marathon 2000 folgte die Titelverteidigung in Lausanne. 2001 wurde sie Vierte beim Dubai-Marathon, gewann den Las-Vegas-Marathon und wurde Fünfte in Monaco.

## Persönliche Bestzeiten
- Halbmarathon: 1:12:01 h, 3. November 1996, Saint-Denis
- Marathon: 2:30:40 h, 23. November 1997 Monaco